# Arkałyk
Arkałyk (kaz. Арқалық) – miasto (od 1965) na Płaskowyżu Turgajskim  w obwodzie kustanajskim w centralnym Kazachstanie.
Obecnie liczy ponad 50 tys. mieszkańców. Posiada stację kolejową. W pobliżu miasta znajdują się złoża boksytów. Miasto jest związane z rosyjskim programem kosmicznym. W jego pobliżu lądowało wiele załogowych statków kosmicznych. Kosmonauci po lądowaniu na Ziemi przybywają tu przed odlotem do Bajkonuru.